# Ding Changqin
Ding Changqin (née le 27 novembre 1991) est une athlète chinoise, spécialiste des courses de fond. 

## Biographie

### Palmarès
| Date | Compétition           | Lieu    | Résultat | Épreuve  | Performance     |
| ---- | --------------------- | ------- | -------- | -------- | --------------- |
| 2013 | Championnats du monde | Moscou  | 19e      | Marathon | 2 h 40 min 13 s |
| 2014 | Jeux asiatiques       | Incheon | 3e       | 5 000 m  | 15 min 12 s 51  |
| 2014 | Jeux asiatiques       | Incheon | 2e       | 10 000 m | 31 min 53 s 09  |

### Records
| Épreuve  | Performance    | Lieu    | Date              |
| -------- | -------------- | ------- | ----------------- |
| 5 000 m  | 15 min 12 s 51 | Incheon | 2 octobre 2014    |
| 10 000 m | 31 min 53 s 09 | Incheon | 27 septembre 2014 |